# Firefox Test Pilot
Firefox Test Pilot (ファイアーフォックス・テスト・パイロット) は、Mozilla Firefoxへの追加が検討されている新機能のテストを行うためにMozilla Foundationが行っていたプロジェクトである。
2016年5月10日に開始し、2019年1月22日に終了した。

## 実験された機能
- Firefox Multi-Account Containers
- Activity Stream
- Firefox Screenshots
- Firefox Lockbox (現在のFirefox Lockwise)
- Firefox Send
- Firefox Color
- Side View
- Notes by Firefox
- Price Wise
- Email Tabs